# Claude Davey
Claude Davey (14. prosince 1908 Garnant – 18. února 2001 Brecon) byl velšský ragbista. Studoval na Swanseaské univerzitě. Na začátku své aktivní kariéry hrál za Cwmgors RFC, později za Swansea RFC (1928–1930), Sale FC (1930–1935) a Barbarian F.C. (1936–1937). V letech 1930 až 1938 byl členem Velšské ragbyové reprezentace, s níž poprvé hrál proti Francouzům. V roce 1934 byl kapitánem mužstva v zápasu proti Skotsku a kapitánem svého národa byl i v dalších sedmi zápasech. Zemřel v domě s pečovatelskou službou v Breconu ve věku 92 let.